# Hillesøyna
Hillesøyna est une île norvégienne du comté de Hordaland appartenant administrativement à Hauglandshella.

## Description
Elle s'étend sur environ 370 m de longueur pour une largeur approximative de 400 m. Elle est traversée par une route (la Fv219) joignant Askøy à Ramsøy et comprend quelques habitations qui font partie du village d'Hauglandshella.